# Abdel Meguid Mahmud
Abdel Meguid Mahmud (arabisch عبد المجيد محمود, DMG ʿAbd al-Maǧīd Maḥmūd, englisch und französisch auch Abdel Meguid Mahmoud; * 1946) war von 2006 bis 2012 der nationale Generalstaatsanwalt der Republik Ägypten.

## Leben
Anfang Februar 2011 gab Meguid Mahmud die Entscheidung bekannt, dass Ahmed al-Maghrabi zu den ehemaligen Regierungsmitgliedern gehört, die Ägypten nicht verlassen dürfen und deren Vermögen eingefroren ist.
Nachdem Mahmud im Oktober 2012 24 Funktionäre der Mubarak-Regierung aus Mangel an Beweisen freigesprochen hatte, versuchte ihn der neue ägyptische Präsident, Mohammed Mursi, seines Amtes zu entheben, indem er Mahmud den Posten des ägyptischen Botschafters im Vatikan anbot. Dieser lehnte jedoch ab, Mursi habe nicht das Recht, ihn zu entlassen, so Mahmud. Am 22. November setzte Mursi per Dekret die Gewaltenteilung in weiten Teilen aus, dazu gehörte auch, dass er Mahmud nun endgültig in den vorzeitigen Ruhestand entließ und durch Talat Ibrahim Abdullah ersetzte. Mahmud erklärte daraufhin, stellvertretend für den Obersten Ägyptischen Richterrat vor laufenden Kameras, dies sei „ein beispielloser Angriff auf die ägyptische Justiz, ein Angriff auf die Freiheit und Unabhängigkeit der Rechtsprechung“. Des Weiteren erklärte er, die Richter würden nicht hinnehmen, dass sich Mursi über das Recht stelle.
Am 2. Juli setzte der ägyptische Berufungsgerichtshof Abdel Meguid Mahmud als Generalstaatsanwalt wieder ein.